# 1911-es Grand Prix-szezon
Az 1911-es Grand Prix-szezon volt a Grand Prix-versenyzés hatodik idénye.
A francia nagydíjat ebben az évben az Automobile Club de la Sarthe rendezte. A nagydíj hivatalos neve Grand Prix de l'ACF lett. Ez a versenyt egyébként külön versenynek tekintik az „eredeti” francia nagydíjtól, melyet az Automobile Club de France szervezett.

## Versenyek
| Verseny               | Helyszín     | Időpont       | Győztes versenyző          | Győztes konstruktőr | Összefoglaló |
| --------------------- | ------------ | ------------- | -------------------------- | ------------------- | ------------ |
| Targa Florio          | Madonie      | Május 14.     | Ernesto Ceirano            | SCAT                | Összefoglaló |
| indianapolisi 500     | Indianapolis | Május 30.     | Ray Harroun Cyrus Patschke | Marmon              | Összefoglaló |
| Grand Prix de France  | Le Mans      | Július 23.    | Victor Hémery              | Fiat                | Összefoglaló |
| Elgin National Trophy | Elgin        | Augusztus 26. | Len Zengel                 | National            | Összefoglaló |
| Free-For-All Race     | Santa Monica | Október 14.   | Harvey Herrick             | National            | Összefoglaló |
| Vanderbilt-kupa       | Savannah     | November 27.  | Ralph Mulford              | Lozier              | Összefoglaló |
| amerikai nagydíj      | Savannah     | November 30.  | David Bruce-Brown          | Fiat                | Összefoglaló |